# The Beaver County Times

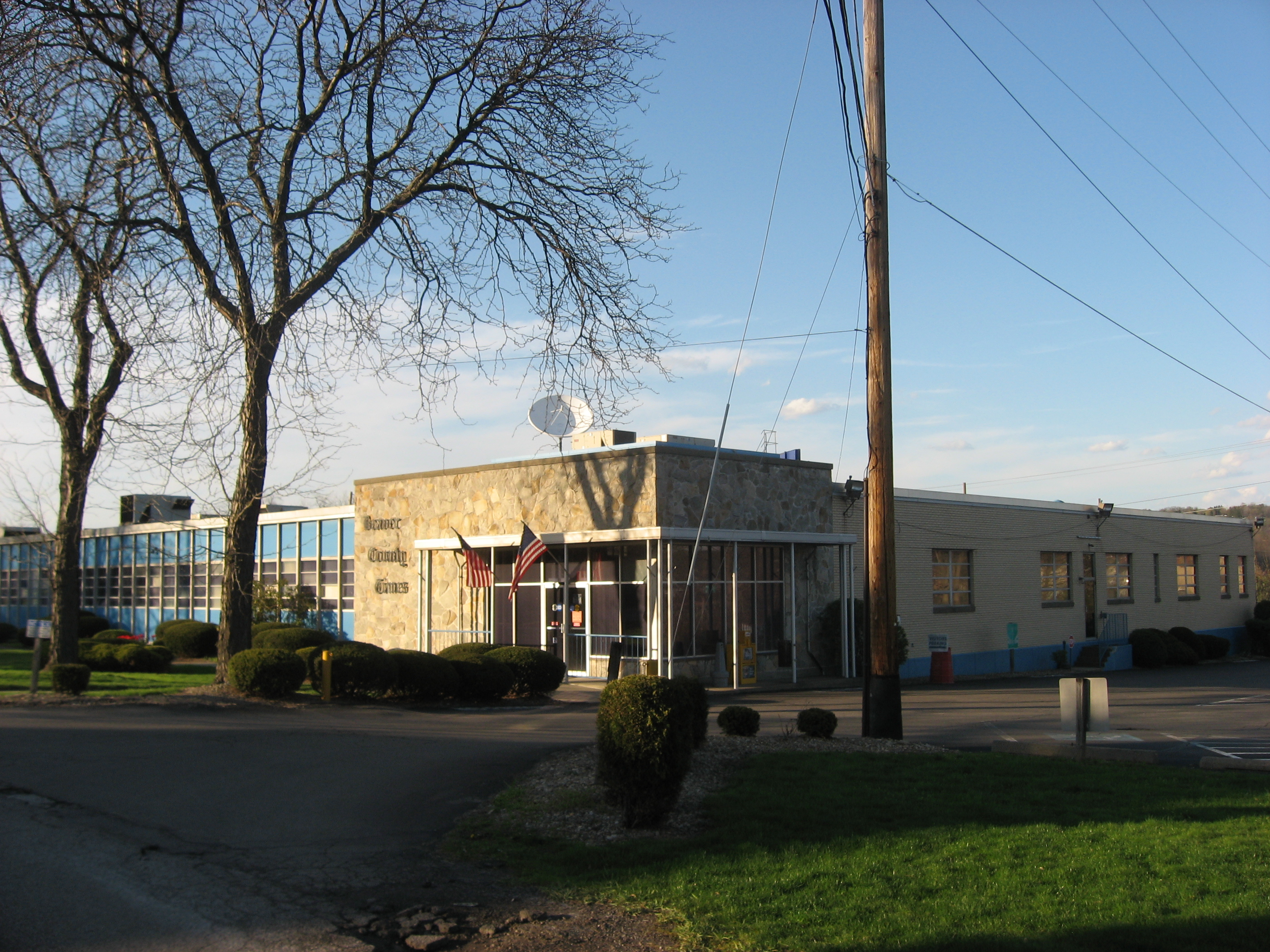
Escritório do The Beaver County Times

O The Beaver County Times é um jornal da região metropolitana de Pittsburgh, Pensilvânia, Estados Unidos.